# Sabinas Hidalgo
Sabinas Hidalgo è un comune del Messico, situato nello stato di Nuevo León.